# 9. bataljon zračne obrambe Slovenske vojske
9. bataljon zračne obrambe je bataljon Slovenske vojske, ki je zadolžen za obrambo zračnega prostora Slovenije.

## Zgodovina
Bataljon je bil ustanovljen 1. oktobra 2004 s preoblikovanjem 9. brigade zračne obrambe.

## Organizacija
- Poveljstvo,
- Poveljniško-logistična baterija zračne obrambe,
- 1. lahka raketna baterija zračne obrambe,
- Raketna baterija roland.

## Poveljstvo
Poveljniki
- podpolkovnik Mojmir Lipar (1. junij 2009[2] - ?)
- podpolkovnik Jani Topolovec (? - 12. julij 2010)